# Dipsas
Genre
Dipsas est un genre de serpents de la famille des Dipsadidae.

## Répartition
Les 35 espèces de ce genre se rencontrent en Amérique du Sud, en Amérique centrale et au Mexique.

## Description
Ce sont des serpents non venimeux.

## Liste des espèces
Selon The Reptile Database (19 août 2015) :
- Dipsas albifrons (Sauvage, 1884)
- Dipsas alternans (Fischer, 1885)
- Dipsas andiana (Boulenger, 1896)
- Dipsas articulata (Cope, 1868)
- Dipsas baliomelas Harvey, 2008
- Dipsas bicolor (Günther, 1895)
- Dipsas brevifacies (Cope, 1866)
- Dipsas bucephala (Shaw, 1802)
- Dipsas catesbyi (Sentzen, 1796)
- Dipsas chaparensis Reynolds & Foster, 1992
- Dipsas copei (Günther, 1872)
- Dipsas elegans (Boulenger, 1896)
- Dipsas ellipsifera (Boulenger, 1898)
- Dipsas gaigeae (Oliver, 1937)
- Dipsas gracilis (Boulenger, 1902)
- Dipsas incerta (Jan, 1863)
- Dipsas indica Laurenti, 1768
- Dipsas maxillaris (Werner, 1910)
- Dipsas neivai Amaral, 1926
- Dipsas nicholsi (Dunn, 1933)
- Dipsas oreas (Cope, 1868)
- Dipsas pakaraima Macculloch & Lathrop, 2004
- Dipsas pavonina Schlegel, 1837
- Dipsas peruana (Boettger, 1898)
- Dipsas praeornata (Werner, 1909)
- Dipsas pratti (Boulenger, 1897)
- Dipsas sanctijoannis (Boulenger, 1911)
- Dipsas sazimai Fernandes, Marques & Argôlo, 2010
- Dipsas schunkii (Boulenger, 1908)
- Dipsas temporalis (Werner, 1909)
- Dipsas tenuissima Taylor, 1954
- Dipsas trinitatis Parker, 1926
- Dipsas variegata (Duméril, Bibron & Duméril, 1854)
- Dipsas vermiculata Peters, 1960
- Dipsas viguieri (Bocourt, 1884)

## Publication originale
- Laurenti, 1768 : Specimen medicum, exhibens synopsin reptilium emendatam cum experimentis circa venena et antidota reptilium austracorum, quod authoritate et consensu. Vienna, Joan. Thomae, p. 1-217.